# فريدي مارتينو
فريدي مارتينو (بالإنجليزية: Freddie Martino)‏ هو لاعب كرة قدم أمريكية أمريكي، ولد في 7 سبتمبر 1991 في نورث في الولايات المتحدة.

## وصلات خارجية
- فريدي مارتينو على موقع مرجع كرة القدم المحترفة.كوم (الإنجليزية)